# Campeón a la fuerza
Campeón a la fuerza è un film argentino del 1950 diretto da Juan Sires ed Enrique Ursini.

## Trama
Un uomo semplice, costretto dal datore di lavoro, diventa un pugile, un nuotatore e un corridore.